# Colaspidema barbarum
Colaspidema barbarum — вид жуков из подсемейства хризомелин семейства листоедов.

## Описание
Жук чёрного окраса, имеет слабый фиолетовый оттенок. Тело яйцеобразное (более узкое к концу тела расширяется к концу надкрылий, затем снова, симметрично первой половине, сужается). Усики 11-члениковые, первый членик в основном чёрный, со второго по пятый членик жёлтые, затем от шестого членика и до конца чёрные.

## Экология
Имаго питаются листьями растений рода люцерна (Medicago).